# .no
.noはノルウェーに割り当てられている国別コードトップレベルドメイン(ccTLD)。登録は所定の機関により審査され、国際化ドメイン名も同時に登録することができる(詳細参照)